# Zdzisława Kornacewicz-Jach
Zdzisława Kornacewicz-Jach (ur. 15 kwietnia 1950 w Słupsku, zm. 23 czerwca 2020) – polska kardiolog, prof. dr hab.

## Życiorys
W 1974 ukończyła studia w Pomorskiej Akademii Medycznej w Szczecinie. W 1979 obroniła pracę doktorską, w 1987 uzyskała stopień doktora habilitowanego. 15 stycznia 1996 nadano jej tytuł profesora w zakresie nauk medycznych. 
Została zatrudniona na stanowisku profesora zwyczajnego i kierownika w Klinice Kardiologii na Wydziale Lekarskim z Oddziałem Nauczania w Języku Angielskim Pomorskiego Uniwersytetu Medycznego w Szczecinie. 
Była członkiem zarządu Polskiego Towarzystwa Kardiologicznego, prorektorem Pomorskiej Akademii Medycznej w Szczecinie oraz wiceprezesem Polskiego Towarzystwa Badań nad Miażdżycą. 
Zmarła 23 czerwca 2020.